# 江苏城市职业学院

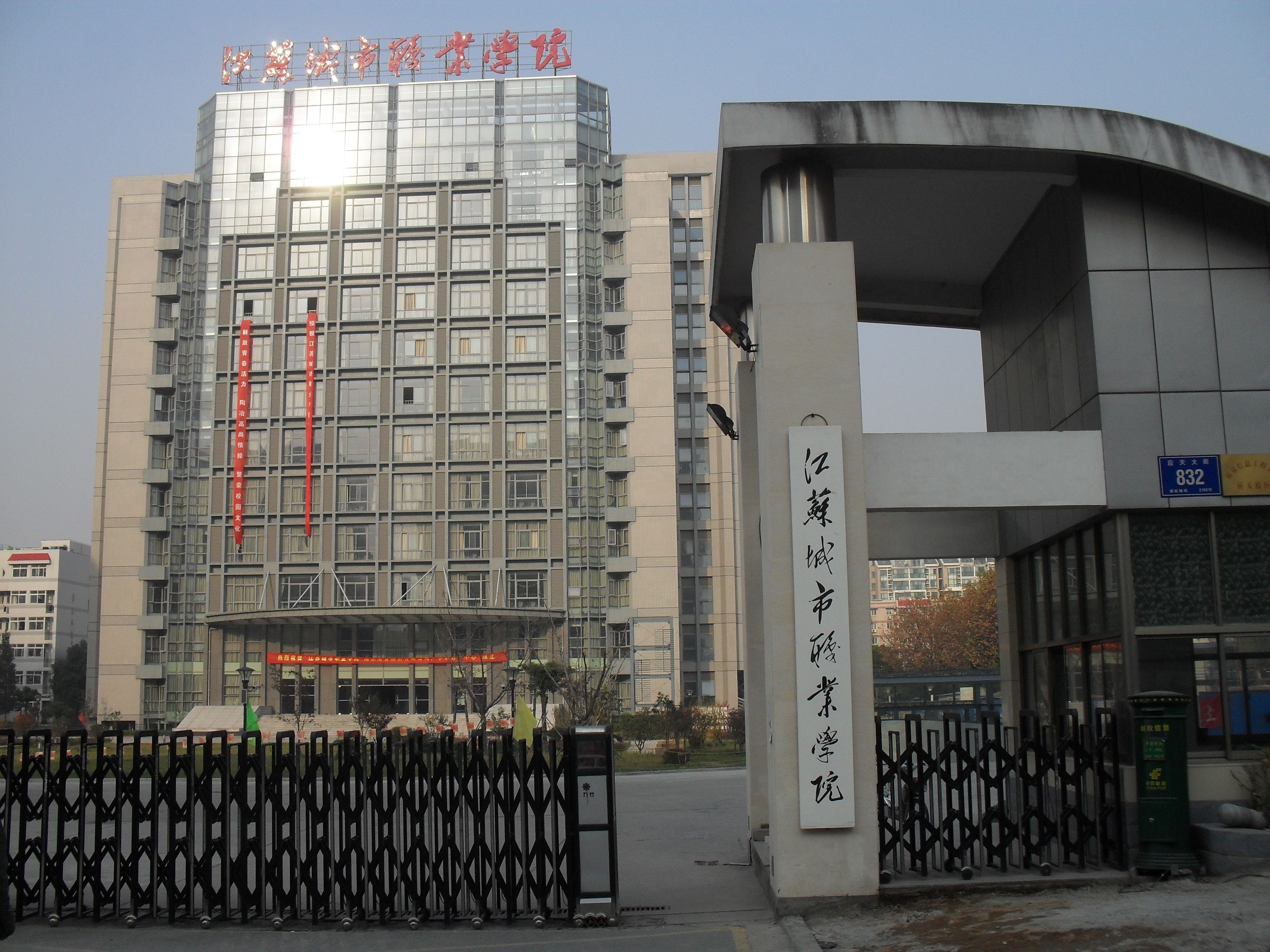
应天大街江苏城市职业学院

江苏城市职业学院，是位于江苏省南京市的一所全日制普通专科学校，利用远程教育技术系统教学，面向长三角地区办学。
学院拥有应天、挹江门、定淮门和定淮门东四个校区，在校生5500余人，教职工566人。

## 历史
- 2006年，开始招生。
- 2007年，经教育部批准备案。

## 专业设置
9个教学院系，19个专业：
- 传媒艺术系
- 城市科学系
- 信息工程系
- 建筑工程系
- 公共管理系
- 财经系
- 外语系
- 公共课教学部
- 继续教育学院